# Глаукома
Глауко́ма (дав.-гр. γλαύκωμα «синє помутніння ока»; от γλαυκός «світло-синій, блакитний» + -ομα «пухлина») — група довготривалих захворювань очей внаслідок підвищення внутрішньоочного тиску

## Причини
Причинами підвищення внутрішньоочного тиску можуть бути як підвищення вироблення внутрішньоочної рідини, так і ускладнення або відсутність відтоку внутрішньоочної рідини по природних шляхах.

## Класифікація
Розрізняють дві основні форми глаукоми: відкритокутова та закритокутова. Крім того існує вроджена глаукома та ювенільна, а також розрізняють форми вторинної глаукоми та такі, що пов'язані з аномаліями розвитку ока.

## Клінічні ознаки
Може турбувати головний біль, блювання, зниження гостроти зору.

## Лікування
Лікування глаукоми базується на результатах ретельного обстеження пацієнта та оцінці зорових функцій. Як правило, для успішного лікування глаукоми необхідно провести додаткові дослідження, які більш детально допомагають оцінити анатомію дренажної області ока, умови кровообігу зорового нерва та індивідуальну чутливість кожного конкретного пацієнта до існуючого порушення внутрішньоочного тиску.
Лікування глаукоми може бути направлене як на зменшення продукування внутрішньоочної рідини, так і на відновлення або створення нових шляхів відтоку. Основним завданням в лікуванні глаукоми є визначення так званого тиску цілі, тобто такого тиску, який максимально забезпечить збереження стабільних функцій очей. Визначити цей тиск можна, оцінивши багато складових стану як очей, так і організму в цілому.
З метою лікування глаукоми, як правило, назначають медикаментозні місцеві препарати (очні краплі), що регулюють внутрішньоочний тиск.
Одним з найсучасніших видів фармакологічного лікування є застосування аналогів простагландинів. Також застосовують інші групи фармакологічних препаратів.
У випадку, якщо медикаментозного лікування недостатньо і внутрішньоочний тиск не нормалізувався, використовують варіанти лазерного лікування глаукоми, серед яких найбільш часто та широко застосовують лазерну ірідотомію, лазерний трабекулоспазис та ірідопластику.
За відсутності адекватного пониження внутрішньоочного тиску за допомогою медикаментів і/або лазерних процедур доводиться вдаватися до оперативного лікування. Навіть після успішно проведеної операції пацієнти з глаукомою потребують періодичних оглядів.

## Всесвітній тиждень боротьби з глаукомою
За підтримки Всесвітньої Глаукомної Асоціації та Всесвітньої Асоціації пацієнтів, що мають глаукому, відзначається День боротьби зі сліпотою внаслідок глаукоми, а з 2011 року — Тиждень боротьби з глаукомою (World Glaucoma Week). Україна також приєдналася до цієї ініціативи.
Основна мета заходів, що проводяться у рамках цього Тижня:
- підвищити обізнаність населення щодо проблеми глаукоми, шляхів збереження зору при цій патології;
- привернути увагу урядів держав до найгостріших питань профілактики сліпоти, якій можна запобігти.

2021 року — Всесвітній тиждень боротьби з глаукомою: з 7 по  13 березня. Тема 2021: «Світ світлий, бережіть зір!»